# 刘荣玉
刘荣玉（1958年6月—），安徽合肥人，汉族，无党派人士。中华人民共和国政治人物、第十三届全国人民代表大会安徽地区代表。

## 生平
2018年2月24日，当选为第十三届全国人大代表。